# Cristóbal Góngora Fernández Delgado
Cristóbal Góngora Fernández Delgado (Almeria, 10 de setembre de 1757 – Madrid, 17 de gener de 1822) va ser un hisendista i polític espanyol.

## Biografia
Fill de Cristóbal José de Góngora Fernández-Delgado i de María Josefa Fernández-Delgado Díaz, va estudiar al Seminari Major de San Fulgencio de Múrcia. Va ser destinat com a oficial d'Hisenda a Pamplona. Entre 1801 i 1802 va passar a la Secretaria d'Estat i del Despatx d'Hisenda, on arribaria a ser oficial major segon.
En 1808 va acompanyar Ferran VII al seu desterrament a Baiona. De retorn a Espanya va formar part de la Junta Suprema Central i va ser designat l'1 d'octubre de 1812  secretari de despatx d'Hisenda, càrrec que va ocupar fins a març de 1813. El mal estat de la Hisenda i la desorganització de la Secretaria el va enfrontar a bona part dels diputats de Cadis.
En dimitir va ser nomenat President del Tribunal Major de Comptes. Després de la tornada del Rei va ser novament secretari d'Hisenda entre el 29 de maig i el 23 de setembre de 1814, sent membre del Consell d'Estat. En 1815 va ser bandejat a Burgos. Va ser cavaller de la Orde de Carles III.